# McDonnell Douglas MD-11

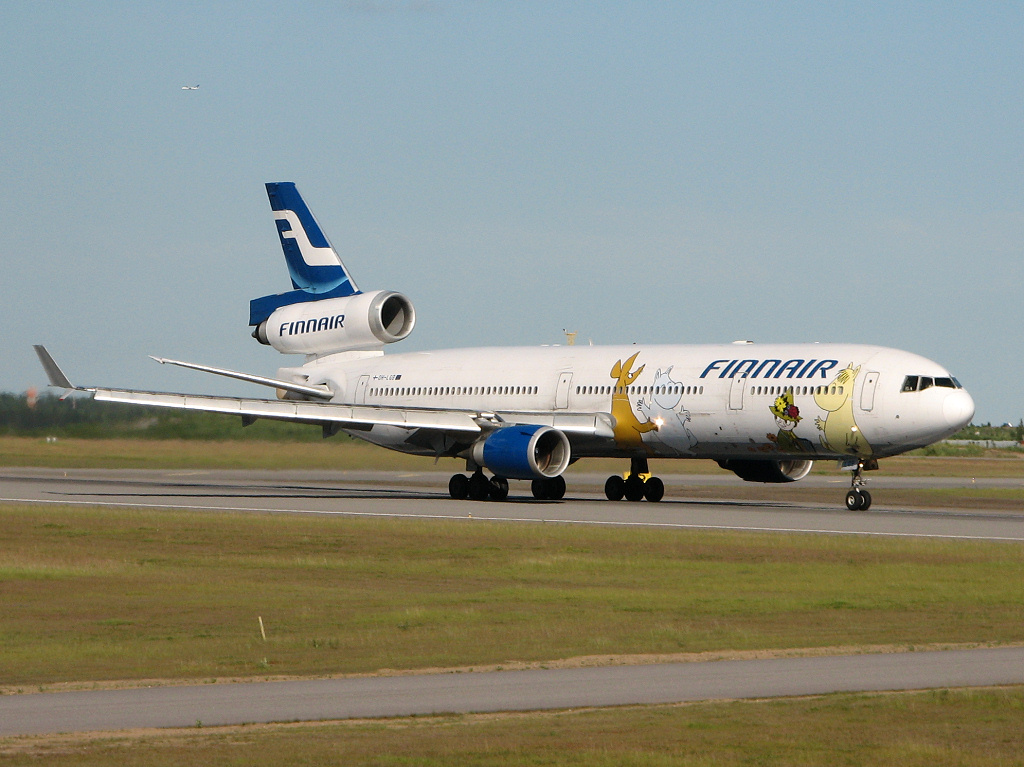
Un MD-11 di Finnair

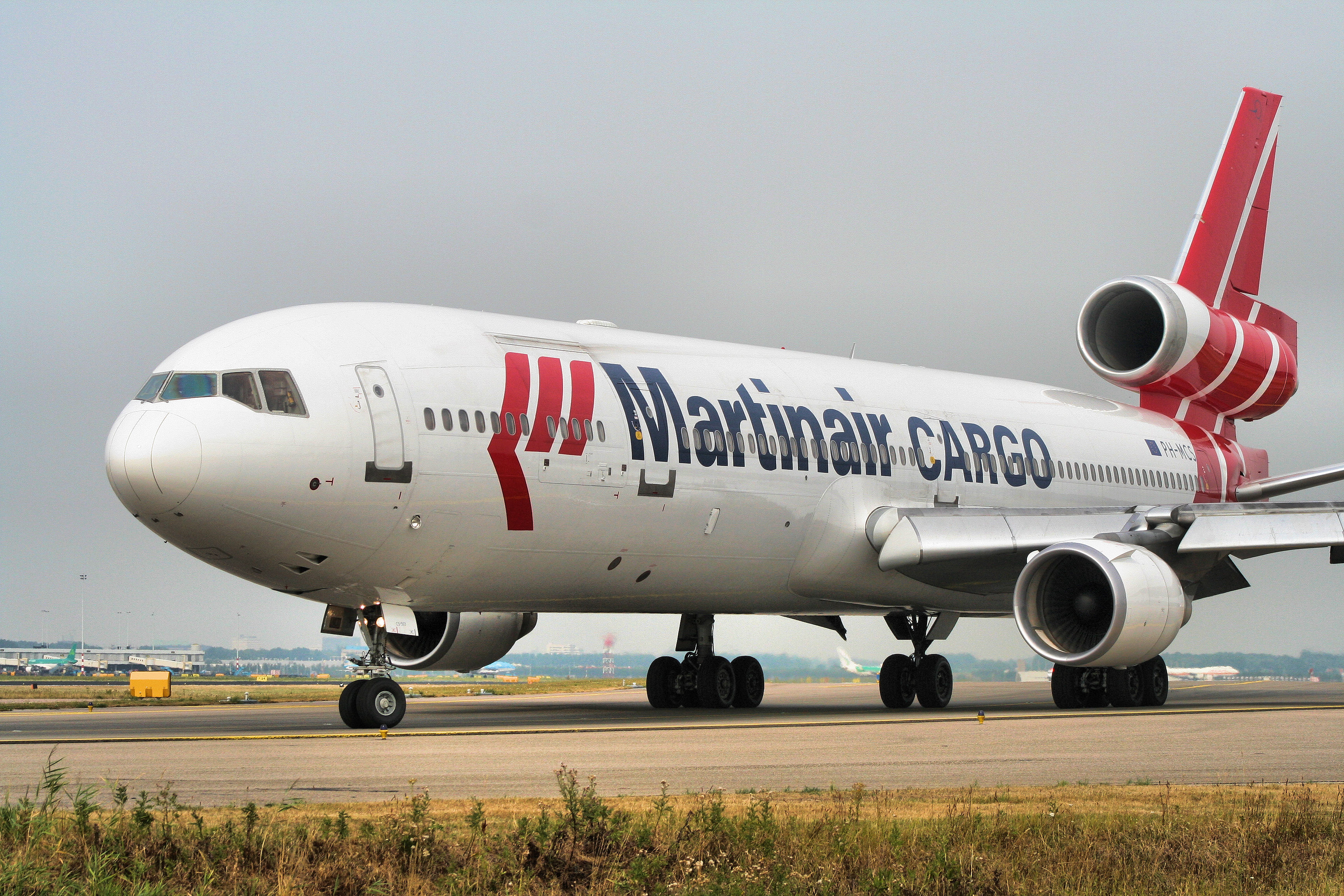
Un MD-11CF di Martinair

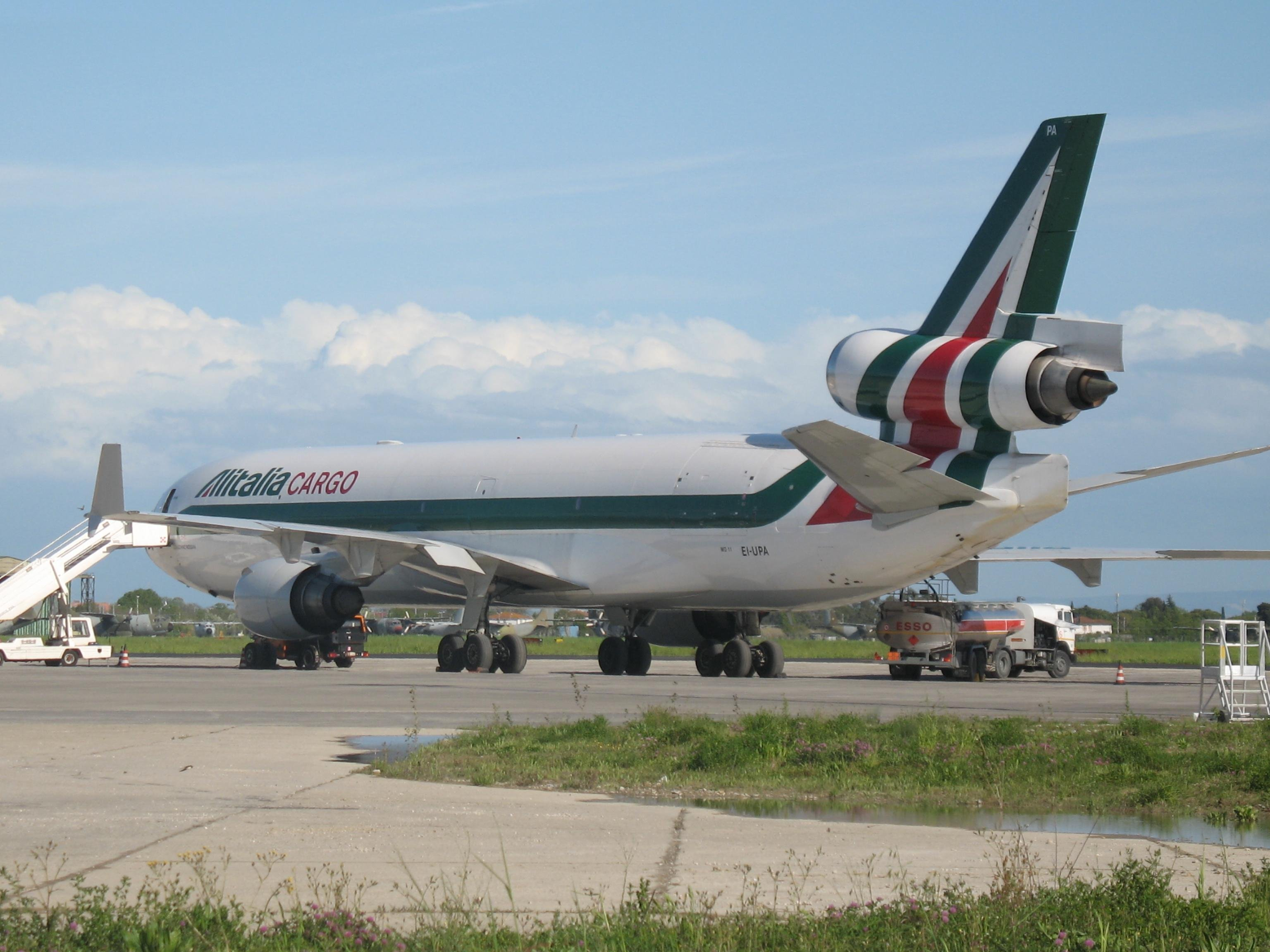
Un MD-11F di Alitalia Cargo

Il McDonnell Douglas MD-11 è un aereo di linea trimotore a getto ad ala bassa prodotto dall'azienda statunitense McDonnell Douglas e utilizzato su rotte di lungo raggio. A novembre 2014 non risultavano più in servizio di linea DC-11 per il trasporto di passeggeri, dopo l'abbandono anche da parte di KLM in vista del suo programma di rinnovo della flotta, mentre viene largamente impiegato nei servizi cargo.

## Storia del progetto
La McDonnell Douglas, oggi confluita nella Boeing, sviluppò il DC-11 per sostituire il suo aereo di linea per le rotte medio-lunghe DC-10, oramai giunto a fine carriera; rispetto al DC-10, il DC-11 ha una fusoliera più lunga, una cabina di pilotaggio digitale, dei motori più potenti e le winglet. Il DC-11 fu presentato nel giugno del 1985 durante il Salone internazionale dell'aeronautica e dello spazio di Parigi-Le Bourget; venne lanciato ufficialmente il 30 dicembre 1986.

### Sviluppo
Prodotto dagli anni novanta è caratterizzato da una struttura a fusoliera larga (wide-body), dall'adozione di alette d'estremità (winglet) e dal caratteristico impennaggio nel quale l'elemento verticale integra la gondola del motore numero due.
Il prototipo del DC-11 effettuò il suo primo volo il 10 gennaio 1990 e la sua entrata in servizio avvenne con la compagnia Finnair il 20 dicembre 1990. Sono stati consegnati 200 esemplari di DC-11 in diverse varianti; la produzione è oramai cessata e l'ultima consegna fatta è stato un DC-11F per la compagnia Lufthansa cargo il 22 febbraio 2001.
La versione passeggeri del DC-11 poteva trasportare fino a 410 passeggeri in una sola classe, 323 in due classi e 293 in tre classi di viaggio.

Molti DC-11 nella versione passeggeri sono stati convertiti in aerei cargo, la maggior parte di questi presso gli stabilimenti Alenia Aeronavali di Venezia e di Napoli, tra i pochi al mondo a fare questo tipo di conversioni.

## Impiego operativo

### Incidenti
Il DC-11 è stato oggetto di sedici incidenti/inconvenienti, dei quali otto hanno portato alla distruzione dell'aereo e sei hanno avuto vittime umane:
| Data | Tipo   | Reg.    | Operatore           | Vittime | Luogo                | Cat. |
| --- | ------ | ------- | ------------------- | ------- | -------------------- | ---- |
| 07-DEC-1992 | DC-11  | B-150   | China Airlines      | 0       | vicino a Kushimoto   | A2   |
| 06-APR-1993 | DC-11  | B-2171  | China Eastern       | 2       | vicino a Shemya      | A2   |
| 31-JUL-1997 | DC-11F | N611FE  | FedEx               | 0       | Newark               | A1   |
| 02-SEP-1998 | DC-11  | HB-IWF  | Swissair            | 229     | vicino a Peggys Cove | A1   |
| 11-SEP-1998 | DC-11  | B-2173  | China Eastern       | 0       | Shanghai             | A2   |
| 15-APR-1999 | DC-11  | HL7373  | Korean Air          | 3+ 5    | vicino a Shanghai    | A1   |
| 22-AUG-1999 | DC-11  | B-150   | China Airlines      | 3       | Hong Kong            | A1   |
| 17-OCT-1999 | DC-11F | N581FE  | FedEx               | 0       | Subic Bay            | A1   |
| 20-NOV-2001 | DC-11  | B-16101 | EVA Air             | 0       | Taipei               | A2   |
| 14-JAN-2003 | DC-11C | I-DUPA  | Alitalia            | 0       | New York             | I2   |
| 07-JUN-2005 | DC-11F | N250UP  | UPS                 | 0       | Louisville           | A2   |
| 23-MAR-2009 | DC-11F | N526FE  | FedEx               | 2       | Tokyo                | A1   |
| 13-SEP-2009 | DC-11F | D-ALCO  | Lufthansa Cargo     | 0       | Mexico City          | A2   |
| 20-OCT-2009 | DC-11F | N701GC  | Centurion Air Cargo | 0       | Montevideo           | A2   |
| 28-NOV-2009 | DC-11F | Z-BAV   | Avient Aviation     | 3       | Shanghai             | A1   |
| 27-JUL-2010 | DC-11F | D-ALCQ  | Lufthansa Cargo     | 0       | Riyadh               | A1   |
| LEGENDA: A=accident/incidente; I=incident/inconveniente; 1=hull-loss/perso completamente; 2=repairable damage/danno riparabile |        |         |                     |         |                      |      |

## Versioni
MD-11
È la variante passeggeri prodotta dal 1988 al 1998. È stata la prima versione in offerta al lancio dell'aereo nel 1986; ne sono stati costruiti 131 esemplari e sono stati consegnati ad American Airlines (19), Delta Air Lines (17), Swissair (16), Japan Airlines (10); KLM (10); e altre compagnie con meno aeromobili.
MD-11C
La Combi era la terza variante in offerta al lancio nel 1986 ed è stata progettata per ospitare sia passeggeri sia merci sul ponte principale; presenta un vano di carico posteriore per un massimo di dieci pallet, ciascuno dei quali misura 2,2 m × 3,2 m o 2,4 m × 3,2 m. Il vano di carico del ponte principale è accessibile da un grande portellone sul lato sinistro che misura 4,1 m × 2,6 m. Il volume di carico del ponte principale è di 308,8 m³. Altre merci possono essere trasportate anche in compartimenti sottocoperta. L'MD-11C può anche essere configurato come aereo passeggeri. Tutti i cinque esemplari sono stati fabbricati tra il 1991 e il 1992 e consegnati ad Alitalia, unico cliente di questa versione. Nel 2005 e nel 2006 la compagnia aerea li ha convertiti in configurazioni full-cargo per essere operati dalla divisione cargo. In seguito alla chiusura di tale divisione, i cinque aeromobili sono stati restituiti al locatore nel gennaio 2009.
MD-11CF
La variante Convertible Freighter è stata lanciata nel 1991 dopo ordini da parte di Martinair per tre esemplari più due opzionali. L'MD-11CF è dotato di un ampio portellone nella parte anteriore del lato sinistro misurante 3,6 m × 2,6 m; questa versione può essere utilizzata in una configurazione full passeggeri o full cargo. In qualità di cargo, può trasportare 26 pallet delle stesse dimensioni (2,2 m × 3,2 m o 2,4 m × 3,2 m), come per l'MD-11C e l'MD-11F, per un volume di carico del ponte principale di 410,8 m³ e offre un carico utile massimo di 89325 kg. Tutti e sei gli MD-11CF sono stati consegnati a Martinair (4) e World Airways (2) nel 1995. I due esemplari di World Airways sono stati convertiti in configurazione full cargo nel 2002.
MD-11ER
La versione Extended Range è stata lanciata al Singapore Air Show nel febbraio 1994. L'MD-11ER incorpora tutte le opzioni del Programma di miglioramento delle prestazioni (PIP), compreso un peso massimo al decollo di 286000 kg e un serbatoio di carburante aggiuntivo di 11000 L nella stiva di carico anteriore in modo da offrire un'autonomia di 7 240 miglia nautiche (13 410 km), con un aumento di 400 miglia nautiche (740 km) rispetto alla variante passeggeri standard. Gli MD-11ER sono stati consegnati tra il 1995 e il 1997 a Garuda Indonesia (3) e World Airways (2). A febbraio 2007, un MD-11ER di Finnair è stato convertito in versione MD-11 con la rimozione del serbatoio del carburante aggiuntivo.
MD-11F
La versione cargo era la seconda variante offerta al lancio nel 1986 ed è stata l'ultima in produzione (1988-2000). L'aereo full-cargo presenta lo stesso portellone sul lato sinistro anteriore 3,6 m × 2,6 m dell'MD-11CF, un volume del ponte principale di 440 m³, un carico utile massimo di 90787 kg e può trasportare 26 pallet delle stesse dimensioni di 2,2 m × 3,2 m o 2,4 m × 3,2 m come per l'MD-11C e l'MD- 11CF. L'MD-11F è stato consegnato tra il 1991 e il 2001 a FedEx Express (22), Lufthansa Cargo (14) e altre compagnie aeree con meno aeromobili.
MD-11 Boeing Converted Freighter (BCF)
È la versione offerta da Boeing e il suo gruppo di affiliate internazionali che si occupano di convertire esemplari versione passeggeri in versione full cargo.

## Dati tecnici
| Dati                                    | MD-11                                               | MD-11ER                                             | MD-11CF                                             | MD-11C                                              | MD-11F                                              |
| --------------------------------------- | --------------------------------------------------- | --------------------------------------------------- | --------------------------------------------------- | --------------------------------------------------- | --------------------------------------------------- |
| Codice ICAO                             | MD11                                                | MD11                                                | MD11                                                | MD11                                                | MD11                                                |
| Codice IATA                             | M11                                                 | M11                                                 | M1M                                                 | M1M                                                 | M1F                                                 |
| Equipaggio in cabina di pilotaggio      | 2 piloti                                            | 2 piloti                                            | 2 piloti                                            | 2 piloti                                            | 2 piloti                                            |
| Capacità massima passeggeri             | 410                                                 | 410                                                 | 410                                                 | 290                                                 | Cargo                                               |
| Lunghezza totale                        | 61,20 m (con motori PW) - 61,60 m m (con motori GE) | 61,20 m (con motori PW) - 61,60 m m (con motori GE) | 61,20 m (con motori PW) - 61,60 m m (con motori GE) | 61,20 m (con motori PW) - 61,60 m m (con motori GE) | 61,20 m (con motori PW) - 61,60 m m (con motori GE) |
| Diametro cabina                         | 5,20 m                                              | 5,20 m                                              | 5,20 m                                              | 5,20 m                                              | 5,20 m                                              |
| Diametro fusoliera                      | 6,00 m                                              | 6,00 m                                              | 6,00 m                                              | 6,00 m                                              | 6,00 m                                              |
| Larghezza piano orizzontale             | 18,00 m                                             | 18,00 m                                             | 18,00 m                                             | 18,00 m                                             | 18,00 m                                             |
| Apertura alare                          | 51,97 m                                             | 51,97 m                                             | 51,97 m                                             | 51,97 m                                             | 51,97 m                                             |
| Superficie alare                        | 338,9 m²                                            | 338,9 m²                                            | 338,9 m²                                            | 338,9 m²                                            | 338,9 m²                                            |
| Freccia alare                           | 35°                                                 | 35°                                                 | 35°                                                 | 35°                                                 | 35°                                                 |
| Altezza fusoliera                       | 8,69 m                                              | 8,69 m                                              | 8,69 m                                              | 8,69 m                                              | 8,69 m                                              |
| Altezza totale                          | 17,60 m                                             | 17,60 m                                             | 17,60 m                                             | 17,60 m                                             | 17,60 m                                             |
| Passo                                   | 24,60 m                                             | 24,60 m                                             | 24,60 m                                             | 24,60 m                                             | 24,60 m                                             |
| Peso operativo a vuoto (OEW)            | 128 808 kg                                          | 132 049 kg                                          | 130 768 kg                                          | 128 808 kg                                          | 112 748 kg                                          |
| Peso massimo senza carburante (MZFW)    | 181 440 kg                                          | 181 440 kg                                          | 204 710 kg                                          | 195 048 kg                                          | 204 710 kg                                          |
| Peso massimo durante il rullaggio (MTW) | 274 655 kg                                          | 287 122 kg                                          | 274 655 kg                                          | 274 655 kg                                          | 274 655 kg                                          |
| Peso massimo al decollo (MTOW)          | 273 294 kg                                          | 285 988 kg                                          | 273 294 kg                                          | 273 294 kg                                          | 273 294 kg                                          |
| Peso massimo all'atterraggio (MLW)      | 195 048 kg                                          | 195 048 kg                                          | 213 872 kg                                          | 207 749 kg                                          | 213 872 kg                                          |
| Carico utile massimo                    | 52 632 kg                                           | 49 391 kg                                           | 73 942 kg                                           | 66 549 kg                                           | 91 962 kg                                           |
| Capacità cargo                          | 157,6 m³                                            | 149,7 m³                                            | 602,3 m³                                            | 259,2 m³                                            | 609,7 m³                                            |
| Capacità massima carburante             | 146 173 L                                           | 157 529 L                                           | 146 173 L                                           | 146 173 L                                           | 146 173 L                                           |
| Velocità di crociera                    | 0,83 Mach (1 024,88 km/h)                           | 0,83 Mach (1 024,88 km/h)                           | 0,83 Mach (1 024,88 km/h)                           | 0,83 Mach (1 024,88 km/h)                           | 0,83 Mach (1 024,88 km/h)                           |
| Velocità massima                        | 0,88 Mach (1 086,62 km/h)                           | 0,88 Mach (1 086,62 km/h)                           | 0,88 Mach (1 086,62 km/h)                           | 0,88 Mach (1 086,62 km/h)                           | 0,88 Mach (1 086,62 km/h)                           |
| Autonomia                               | 6 200 nmi 11 500 km                                 | 7 240 nmi 13 410 km                                 | 8 050 nmi 14 908 km                                 | 7 550 nmi 13 982 km                                 | 8 200 nmi 15 186 km                                 |
| Quota di tangenza                       | 42 000 ft (12 800 m)                                | 42 000 ft (12 800 m)                                | 42 000 ft (12 800 m)                                | 42 000 ft (12 800 m)                                | 42 000 ft (12 800 m)                                |
| Motori (x3)                             | GE CF6-80C2 PW4462                                  | GE CF6-80C2 PW4462                                  | GE CF6-80C2 PW4462                                  | GE CF6-80C2 PW4462                                  | GE CF6-80C2 PW4462                                  |
| Spinta (x3)                             | 237-276 kN 227-276 kN                               | 237-276 kN 227-276 kN                               | 237-276 kN 227-276 kN                               | 237-276 kN 227-276 kN                               | 237-276 kN 227-276 kN                               |

## Utilizzatori
L'ultimo volo passeggeri commerciale è stato effettuato il 26 ottobre 2014 da parte di KLM, da Montréal, Canada, ad Amsterdam, Paesi Bassi.
Al febbraio 2024, dei 200 esemplari prodotti, 88 sono operativi. Il McDonnell Douglas MD-11 non è più in produzione, tutti i velivoli ordinati sono stati consegnati.
Gli utilizzatori sono:
- FedEx Express (36 esemplari)
- UPS Airlines (35 esemplari)
- Western Global Airlines (17 esemplari)

## Galleria d'immagini

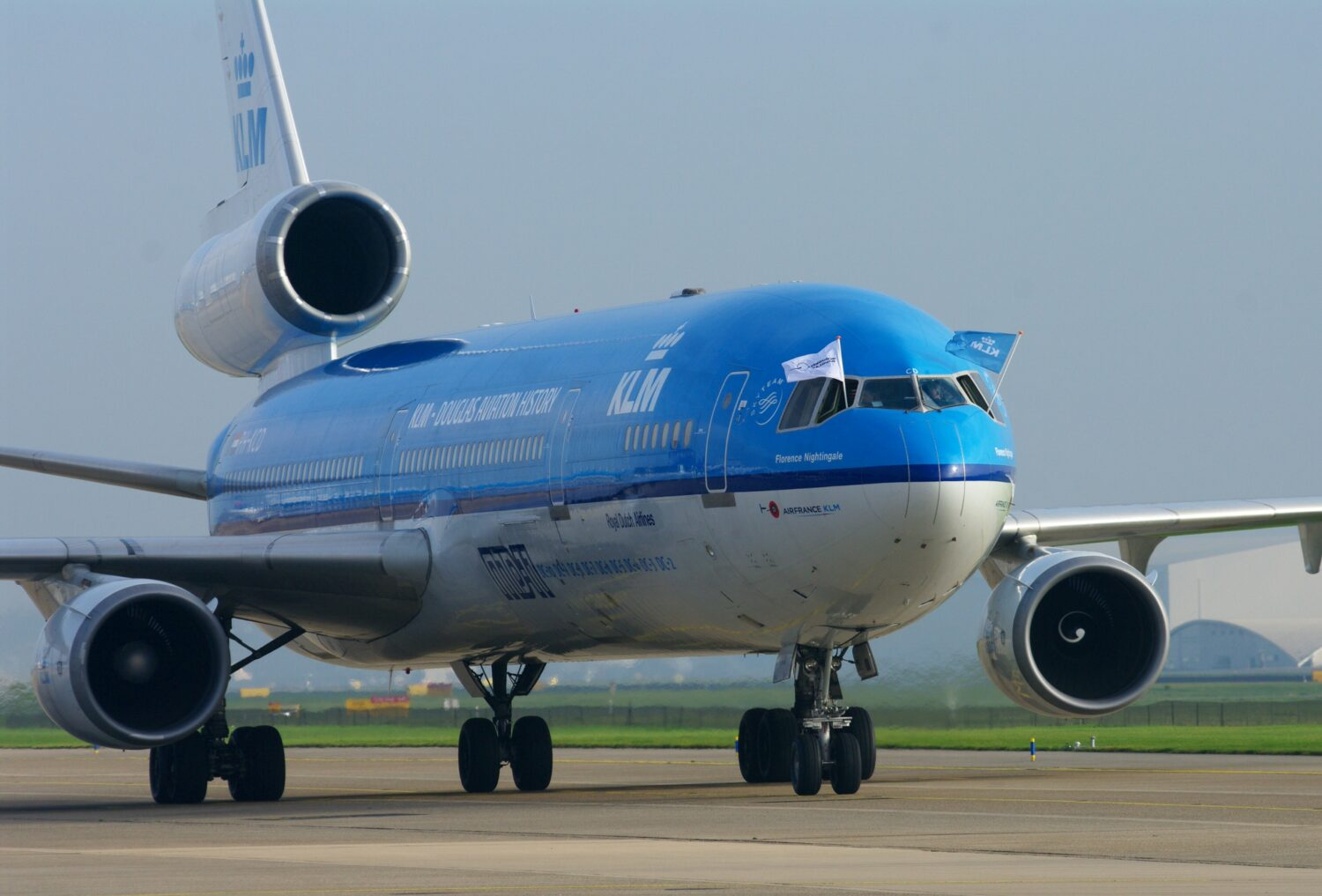
Un MD-11 di KLM

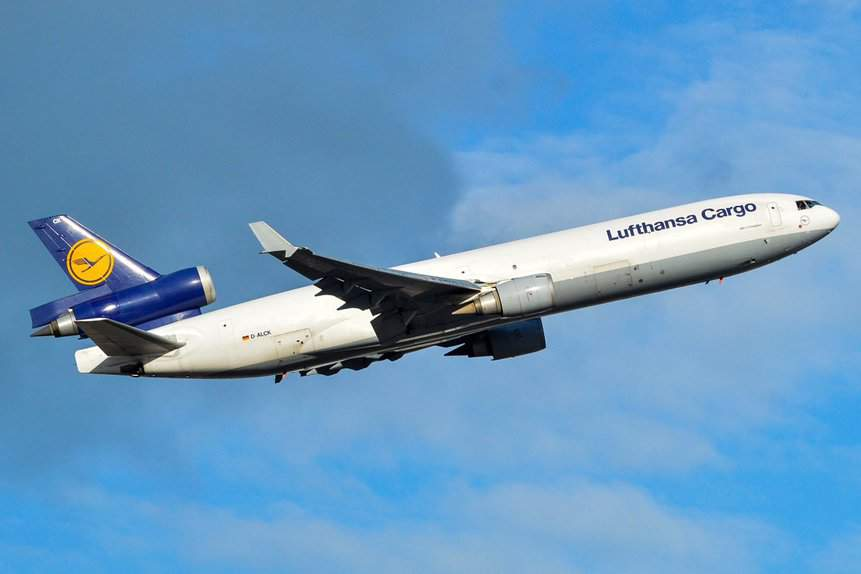
Un MD-11 di Lufthansa Cargo

Un MD-11 di Japan Airlines